# Adolf Burkhardt (Pfarrer)

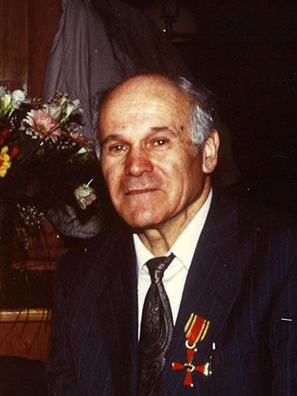
Adolf Burkhardt
1992

Adolf Burkhardt (* 10. April 1929 in Asperg, Baden-Württemberg; † 2. April 2004 in Weilheim an der Teck, Baden-Württemberg) war ein lutherischer Pfarrer, der durch sein Engagement für Esperanto und die Ökumene bekannt wurde.
Adolf Burkhardt, Sohn eines Postbeamten, verlor im Zweiten Weltkrieg seinen Vater. Nach dem Abitur 1950 in Urach und einem Studienaufenthalt am Elmhurst College im US-Bundesstaat Illinois absolvierte er  ein Theologiestudium in Tübingen. Von 1961 bis 1971 war er Pfarrer in Gechingen und von 1972 bis zu seiner Pensionierung 1991 in Bissingen an der Teck.
Von 1961 bis 1975 sowie von 1981 bis 2000 war er Vorsitzender des Internationalen Christlichen Esperanto-Bundes. In dieser Funktion war er einer der Initiatoren des ersten Ökumenischen Esperanto-Kongresses 1968 in Limburg an der Lahn. 1967 begann er im evangelischen Pfarrhaus in Gechingen mit dem Aufbau der Deutschen Esperanto-Bibliothek, die sich heute in Aalen befindet.
Gemeinsam mit den katholischen Geistlichen Bernhard Eichkorn und Albrecht Kronenberger verfasste er in Esperanto das ökumenische Gottesdienstbuch Adoru, das 2001 mit einem Umfang von 1472 Seiten erschien.
Für sein Engagement für Esperanto, die Völkerverständigung und die Ökumene wurde er 1992 mit dem Bundesverdienstkreuz am Bande ausgezeichnet.